# 施索仁
施索仁 （丹麥語：Søren Skou, 1964年8月20日—）是一位丹麦企业家，2016年6月至2022年期間担任马士基首席执行官。

## 生平
1964年出生在丹麦，毕业于哥本哈根商学院和瑞士国际管理学院MBA，1983年年加入马士基，之后在马士基航运公司担任职位，先后在哥本哈根、纽约和北京工作。1998年加入马士基邮轮公司。2001年至2011年被任命为马士基邮轮总经理。2007年成为管理会成员。2011年11月19日董事会宣布他接替艾文德·柯林，从2012年起担任马士基航运新一任首席执行官。 2014年12月，他和安仕年被《劳埃德船舶日报》选为国际航运领域最有影响力人物。
2001年成为公司执行会成员，2007年成为公司合伙人。
2016年7月1日被选为马士基首席执行官。

## 家庭
施索仁目前和妻子Lene以及三个孩子住在哥本哈根北郊。